# Darnîțea, Bratske
Darnîțea (în ucraineană Дарниця) este un sat în comuna Hannivka din raionul Bratske, regiunea Mîkolaiiv, Ucraina.

## Demografie
Componența lingvistică a localității Darnîțea
     Ucraineană (100%)
Conform recensământului din 2001, toată populația localității Darnîțea era vorbitoare de ucraineană (100%).